# Świątynia Hadriana
Świątynia Hadriana (Hadrianeum) – starożytna świątynia poświęcona deifikowanemu cesarzowi Hadrianowi, znajdująca się na Polu Marsowym w Rzymie (rione Colonna).
Usytuowana niedaleko Panteonu świątynia została wzniesiona przez Antoninusa Piusa. Jej budowę ukończono w 145 roku. Posadowiona na podium o wysokości 4 m budowla miała formę klasycznej świątyni w stylu greckim, z przykrytą kolebkowym sklepieniem cellą, otoczoną koryncką kolumnadą (8×13 kolumn). Do czasów współczesnych zachowała się tylko jedna, wysoka na 15 m ściana świątyni z 11 kolumnami, wkomponowana obecnie w gmach rzymskiej giełdy.
Świątynię zdobiły płaskorzeźby przedstawiające trofea złożone z elementów uzbrojenia rzymskiego i barbarzyńskiego oraz personifikacje poszczególnych prowincji, ukazanych jako kobiety różniące się strojami i atrybutami. Obecnie płaskorzeźby te rozproszone są w różnych muzeach, większa część znajduje się w rzymskim Palazzo dei Conservatori.